# Wendy Boglioli
Wendy Boglioli (n. 6 martie 1955, Merrill, Wisconsin, SUA) este o înotătoare americană, medaliată olimpică. A participat la o ediție a Jocurilor Olimpice (1976) în care a câștigat o medalie de aur și o medalie de bronz.